# Regine-Hildebrandt-Park
Der Regine-Hildebrandt-Park ist eine städtische Parkanlage im Berliner Ortsteil Hellersdorf, Bezirk Marzahn-Hellersdorf, der bei seiner Einweihung 2007 den Namen der Brandenburger Politikerin Regine Hildebrandt erhielt. Er umfasst eine Fläche von 26.800 Quadratmetern und wird begrenzt von der U-Bahn-Trasse nach Hönow, der Riesaer Straße, dem Mylauer Weg und dem Boulevard Kastanienallee. Nach dem ersten Ausbauabschnitt wurden weitere Teile fertiggestellt und bis 2010 der Öffentlichkeit übergeben.

## Geschichte
Auf der Fläche des Hellersdorfer Grabens entlang der U-Bahn-Trasse wurde unmittelbar nach der politischen Wende bereits der Ausbau zu einem Stadtteilpark geplant. Er sollte von der Investorengruppe MEGA als Ausgleichs- und Ersatzmaßnahme für erteilte Baugenehmigungen im damaligen Bezirk Hellersdorf angelegt werden. Die Gruppe ging jedoch in die Insolvenz, sodass einige Jahre nichts passierte. Durch starkes Engagement des Marzahn-Hellersdorfer Stadtplanungsamtes, mit einer Summe von 1,175 Millionen Euro Mitteln aus dem Senatsprogramm Stadtumbau Ost für einen ersten Bauabschnitt sowie einem weiteren Investitionsvolumen von 176.000 Euro von der S.T.E.R.N. Gesellschaft für behutsame Stadterneuerung konnte der im Bild gezeigte erste Abschnitt fertiggestellt werden. 
Am 21. Juni 2007 erfolgte die Übergabe des Parks an die Öffentlichkeit mit der gleichzeitigen Benennung nach der beliebten Brandenburger Arbeits- und Sozialministerin Regine Hildebrandt. An der Einweihungsfeier nahmen die Staatssekretärin für Stadtentwicklung, Hella Dunger-Löper, die Vizepräsidentin des Bundestages, Petra Pau, die Bezirksbürgermeisterin Dagmar Pohle, die Tochter von Regine Hildebrandt, Elske Hildebrandt, der Bezirksstadtrat für Ökologische Stadtentwicklung, Norbert Lüdtke sowie zahlreiche weitere Gäste und Bürger teil.
Zwischen Herbst 2007 und Ende 2009 wurden in weiteren Bauabschnitten mit Mitteln aus den Ausgleichs- und Ersatzmaßnahmen eines Bauprojektes der Deutschen Bahn in Höhe von rund einer Million Euro weitere Parkgestaltungsmaßnahmen – ebenfalls nach Planungen von Gabriele Wilheim-Sternberger – ausgeführt. Dazu zählte vor allem die Installation einer Stufen-Steganlage aus Edelstahl zur Querung des Hellersdorfer Grabens. Deren Ausführung hatte sich wegen der zeitweiligen Stahlknappheit auf dem Weltmarkt um etliche Monate verzögert. Schließlich konnte jedoch das „grüne Band“ bis zum U-Bahnhof Cottbusser Platz geschlossen werden. Die fertiggestellte Steganlage findet aber auch Kritiker, die sie „zu wuchtig“ oder gar als „Verschandelung“ oder Geldverschwendung bezeichnen.
Am 11. April 2010 wurde der Bereich östlich der Riesaer Straße und nordwestlich des Straßenzuges Heidenauer Straße – Sebnitzer Straße aus der geplanten Vergrößerung des Regine-Hildebrandt-Parks herausgelöst. In einer Feierstunde erhielt er den eigenständigen Namen Kurt-Julius-Goldstein-Park, benannt nach dem Antifaschisten und Überlebenden von Auschwitz Kurt Julius Goldstein. Dazu waren Mittel der späteren Bauabschnitte verwendet worden.

## Park-Beschreibung

### Überblick
Auf einer Breite von knapp 100 Metern südlich der U-Bahn-Trasse und einer Länge von etwa 270 Metern zwischen dem Boulevard Kastanienallee und der Riesaer Straße wurde ein kleiner ungepflegter und bereits vorhandener Grünzug am Hellersdorfer Graben zu einem Park umgestaltet, der westlich und östlich über Treppen erreichbar ist. Die östliche Treppenanlage wurde etwa 50 Meter breit ausgelegt und fängt die Hangneigung von 5 Metern durch drei größere Absätze, einem diagonal ausgerichteten Rampenweg und interessanten Gestaltungselementen auf der Treppe ab. Als markante Bauwerke wurden der Baukasten direkt an der Brücke sowie das Haus Erntekranz der Behindertenhilfe (Tiele-Winckler-Haus GmbH) an der Treppe zum Boulevard Kastanienallee in die Gestaltung einbezogen. 

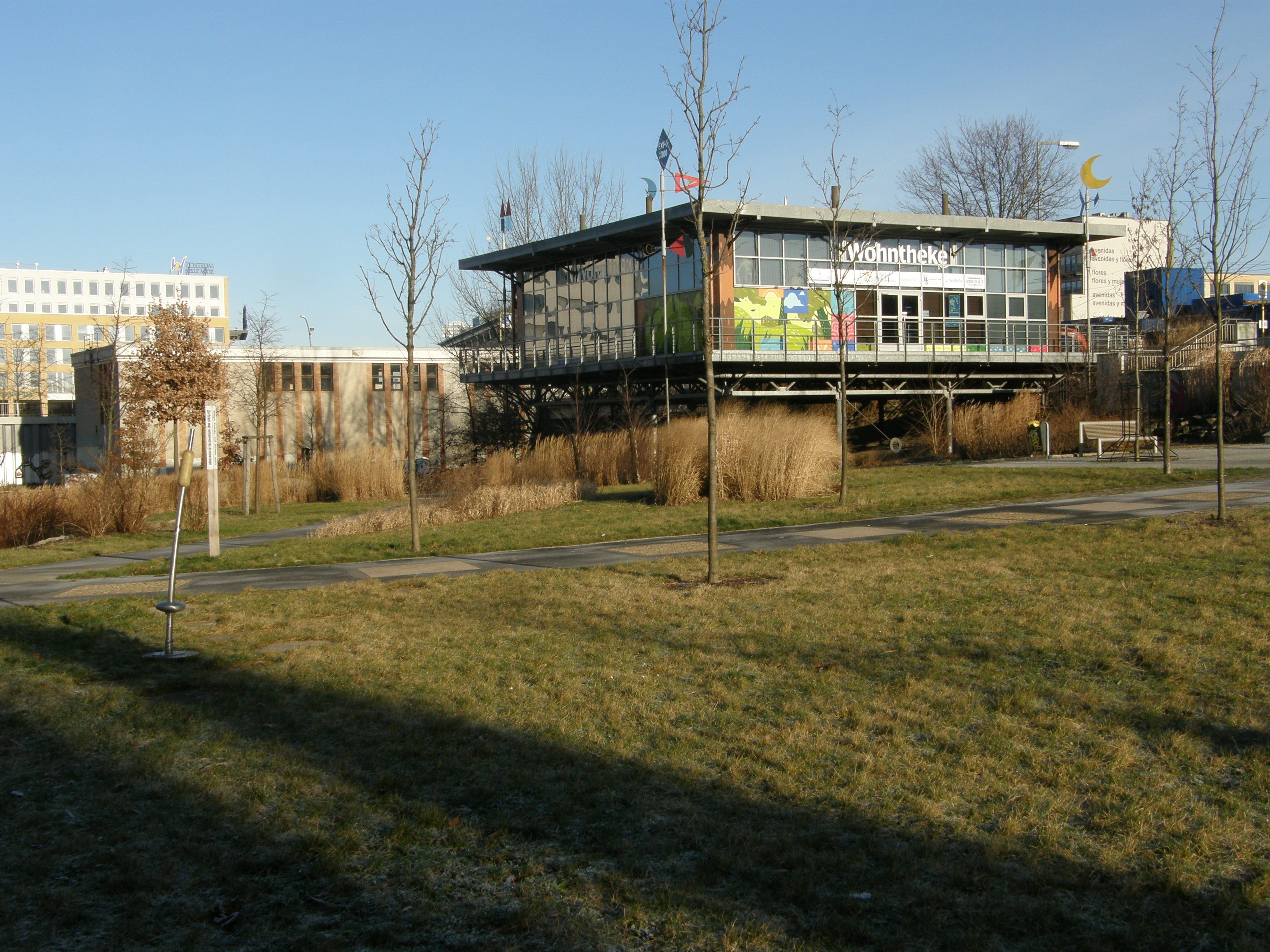
„Baukasten“ (benannt nach der ersten Nutzung, als hier eine Ausstellung zur Expo 2000 zu sehen war) oder „Wohntheke auf Stelzen“ am U-Bahnhof Hellersdorf

Die untere Parkfläche wurde parallel zum Hellersdorfer Graben entlang einer zentralen Baumallee angelegt. Sie gliedert sich in verschiedene Bereiche, die eine Ruhezone mit Rasen und Buschlabyrinth, eine Erlebniszone mit überdimensionalen metallenen Rohrkolben auf schwankenden Stielen, einen Stangenwald mit dazwischen angebrachten Edelstahl-Metallbändern und eine Riesenwanne aus Edelstahl, Rosenpflanzungen und anderes umfassen.
Insgesamt wurden bis Ende 2008 über 140 Bäume in diesem Park gepflanzt.
Einige Gestaltungselemente werden immer wieder durch Graffiti beschädigt, teils auch mit rechtsextremistischem Inhalt.

### Östliche Treppe

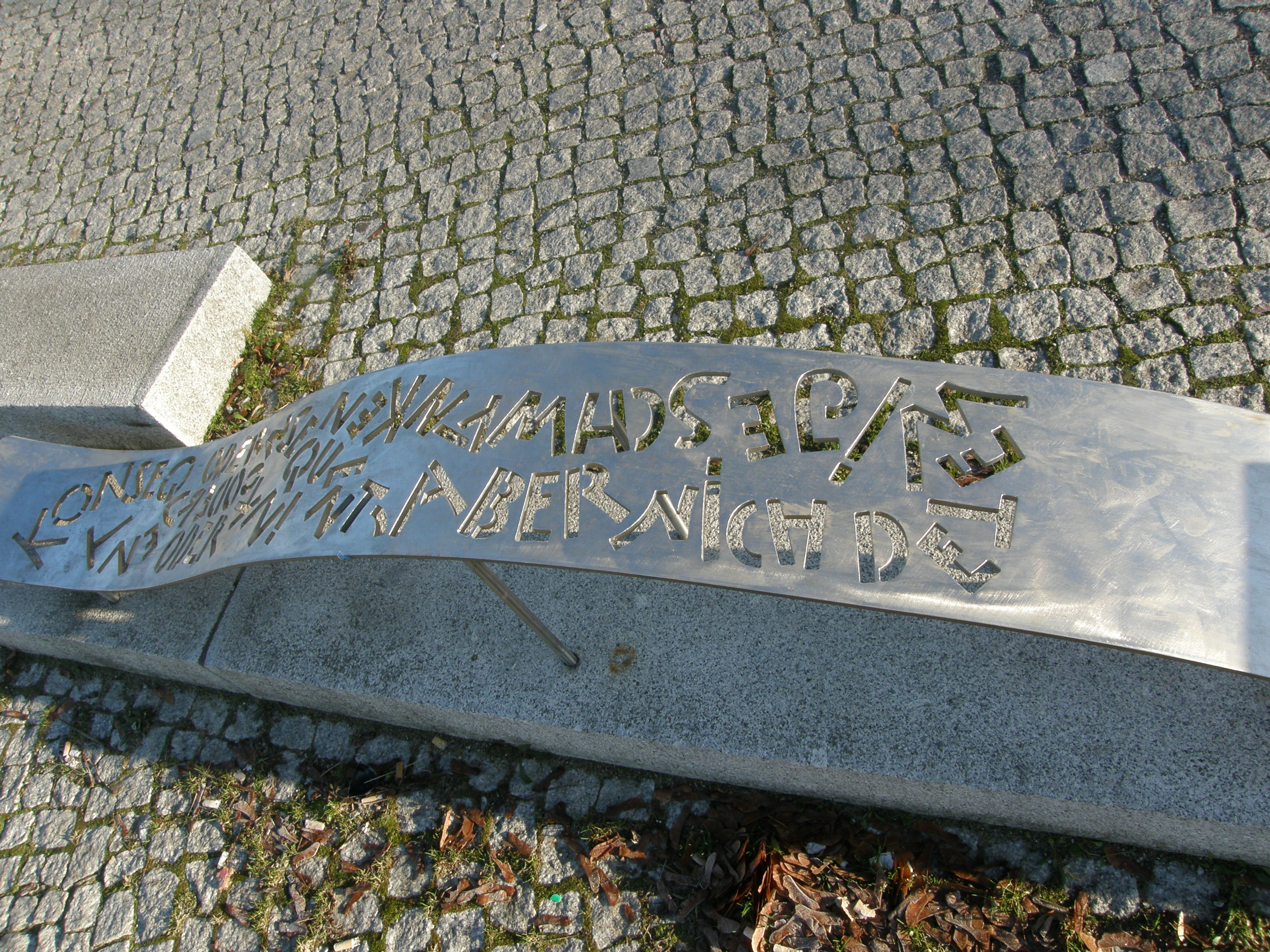
Metallband auf der Treppe

Zuvor gab es vom oberen Straßenniveau keinen Zugang zum Park, dafür hatte man 13 Eichen gepflanzt. Die neue breite Treppenanlage enthält selbst einige frisch gepflanzte Bäume; die Eichen wurden umgesetzt. Auf dem Weg nach unten (oder nach oben) begegnen dem Besucher einige wie hingewehte Edelstahl-Metallbänder, die rätselhafte Wörter enthalten. Ausgestanzte und wild durcheinander purzelnde Buchstaben bilden jeweils einen lockeren Spruch, wie er von Regine Hildebrandt stammen könnte. Man muss schon etwas länger verweilen, um beispielsweise aus dieser Darstellung (rechtes Bild) den Satz „Konsequent oder inkonsequent aber nich det ewije Schwanken“ herauszulesen.

### Westlicher Treppenbereich
Hier gibt es ein paar Stufen direkt zum Boulevard Kastanienallee. Gen Süden wurde vom „Haus Erntedank“ eine zweiteilige Treppe zum Mylauer Weg mit einem balkonähnlichen Mittelstück errichtet, von dem man den Parkbereich überschauen kann. Beide Treppen sind nicht barrierefrei ausgeführt. Material und Anordnung übernehmen die Elemente der östlichen Treppenanlage.
Die Treppe am Boulevard Kastanienallee und die an der Mylauer Straße wurden mit Mitteln aus dem Programm Wohnumfeldverbessernde Maßnahmen finanziert.

### Unterer Erlebnisbereich
Dieser beginnt auf der Ostseite mit einem Vierkantbalken, auf dem senkrecht auf jeder Seite ein Herzenswunsch von Regine Hildebrandt (und den meisten Bürgern dieses Landes) in vier Sprachen aufmontiert ist: „Möge Frieden auf Erden sein.“ Daran schließen sich ein Kreis von künstlichen Rohrkolben, eine Sitzgruppe um das Wasserbassin, der Spruchband-Stangenwald, eine Rasenfläche, eingrenzende Hecken als „vegetatives Labyrinth“ und ein Kinderspielplatz an. 
Die zur Pflege und Wartung des Parks und des Grabens erforderlichen Wege sind im Wegesystem berücksichtigt. Das anfallende Oberflächenwasser wird über ein Mulden-Rigolensystem versickert. Der Regine-Hildebrandt-Park bildet insgesamt ein in sich geschlossenes Konzept von unterschiedlichen Erlebnisräumen für verschiedene Nutzergruppen.

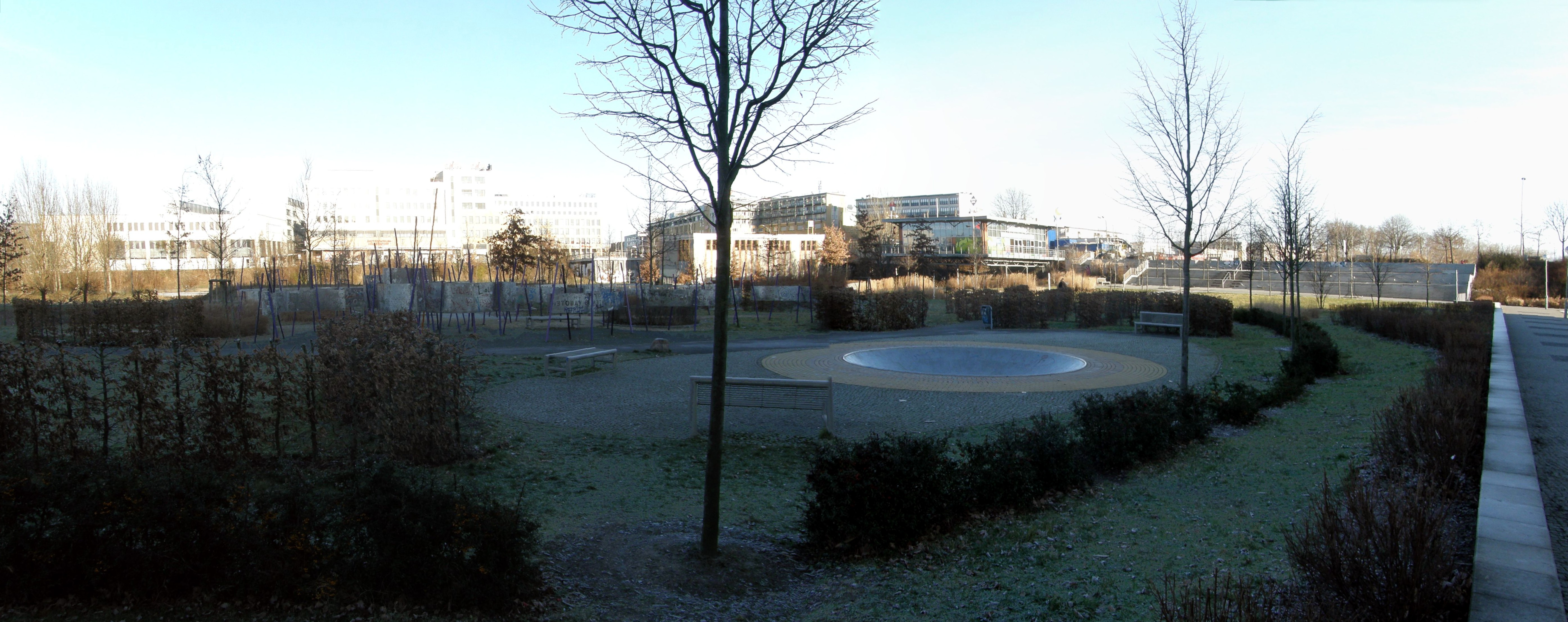
Ansicht des Parks von der Mylauer Straße aus